# Sidalcea keckii
Sidalcea keckii es una especie poco común de planta Magnoliopsida de la familia de las malvas, conocida en inglés por los nombres comunes de Keck's checkerbloom y Keck's checkermallow.

## Distribución
La planta es endémica de California, donde se la conoce desde las cordilleras interiores de la costa norte de California y las estribaciones del sur de Sierra Nevada.
Sierra del sur
Tres recientes sucesos en la Sierra del Sur, todos los cuales pueden haber sido extirpados a estas alturas.

La planta se creía extinguida en la Sierra meridional hasta que fue redescubierta en un sitio del condado de Tulare en 1992. Este sitio, que estaba situado en un terreno privado, ha sido convertido desde entonces en campos de naranjos, posiblemente eliminando la planta. El propietario del terreno no ha permitido desde entonces ninguna búsqueda de la planta, pero el área es considerada hábitat crítico para esta especie en peligro de extinción listada federalmente.[cita requerida]

## Descripción
Sidalcea keckii es una hierba anual que crece hasta 35 cm de altura y espinosa a todo lo largo. Las hojas tienen láminas con bordes poco profundos o profundamente divididas en lóbulos, las hojas superiores con bordes dentados.[cita requerida]
La inflorescencia es un denso racimo de pocas flores con pétalos rosados intensos de 1 a 2 cm de largo. Cada flor tiene un cáliz de sépalos verdes puntiagudos que pueden ser rayados con rosa. El período de floración es abril y mayo.[cita requerida]